# Список міністрів закордонних справ Парагваю
Список міністрів закордонних справ Парагваю з 1846 року по теперішній час.

## Міністри закордонних справ Парагваю
- 1846–1855: Хосе Фалькон
- 1855–1862: Ніколас Васкес
- 1862: Домінго Франсіско Санчес
- 1862–1868: Хосе Бержес
- 1868: Гумерсіндо Бенітес (в. о.)
- 1868–1869: Луїс Камінос
- 1869–1870: Серапіо Мачаїн (в. о.)
- 1870: Бернардо Рекальде (в. о.)
- 1870–1871: Мігель Паласіос
- 1871: Карлос Лойзага
- 1871–1872: Хосе Фалькон
- 1872–1873: Грегоріо Бенітес Інчаусті
- 1873–1874: Хосе дель Росаріо Міранда (в. о.)
- 1874: Кандідо Барейро
- 1874: Ігініо Уріарте
- 1874–1877: Факундо Мачаїн
- 1877: Бенхамін Асеваль
- 1877–1878: Хуан Антоніо Хара
- 1878–1880: Бенджамін Асеваль
- 1880–1886: Хосе Сегундо Деку
- 1886–1887: Бенхамін Асеваль
- 1887–1888: Хосе Сегундо Деку
- 1888–1890: Хуан Крісостомо Центуріон
- 1890–1894: Венансіо Віктор Лопес
- 1894–1895: Гектор Веласкес
- 1895–1900: Хосе Сегундо Деку
- 1900–1901: Фабіо Кейроло
- 1901–1902: Хуан Кансіо Флеча
- 1902: Мануель Домінгес
- 1902–1903: Педро Пенья
- 1903: Каєтано Каррерас
- 1903–1904: Антолін Ірала
- 1904–1905: Гуальберто Кардус Уерта
- 1905: Сесіліо Баес
- 1905–1906: Каєтано Каррерас (в. о.)
- 1906: Адольфо Руфо Солер
- 1906–1908: Сесіліо Баес
- 1908: Еусебіо Аяла
- 1908–1910: Мануель Ґондра
- 1910–1911: Гектор Веласкес
- 1911: Сесіліо Баес
- 1911: Теодосіо Гонсалес
- 1911: Карлос Луїс Ісасі
- 1911–1912: Антолін Ірала
- 1912: Фульхенсіо Рікардо Морено
- 1912: Фелікс Пайва
- 1912: Еусебіо Аяла
- 1912–1913: Фелікс Пайва
- 1913–1918: Мануель Ґондра
- 1918–1919: Еусебіо Аяла
- 1919–1920: Рамон Лара Кастро
- 1920–1921: Мануель Пенья Рохас
- 1921–1923: Алехандро Арсе
- 1923–1924: Рохеліо Ібарра Муньос
- 1924–1925: Мануель Пенья Рохас
- 1925–1928: Енріке Борденав
- 1928–1931: Джеронімо Субісаррета
- 1931–1932: Рауль Касал Рібейро
- 1932: Ігініо Арбо
- 1932–1934: Хусто Пастор Бенітес
- 1935–1936: Луїс Альберто Ріарт
- 1936–1937: Хуан Стефанич
- 1937–1938: Сесіліо Баес
- 1938–1939: Еліас Аяла
- 1939–1940: Хусто Пастор Прієто Рохас
- 1940: Хусто Пастор Бенітес
- 1940: Томас Андрес Саломоні
- 1940–1944: Луїс Андрес Арганья
- 1944–1946: Орасіо Чіріані Котор
- 1946: Антоніо Альберто Табоада
- 1946–1947: Мігель Анхель Солер
- 1947: Федеріко Чавес
- 1947–1948: Сезар Аугусто Васконсельос
- 1948: Домінго Монтанаро
- 1948–1949: Хуан Еміліано О'Лірі (в. о.)
- 1949: Федеріко Чавес
- 1949–1952: Бернардо Окампос
- 1952–1953: Анхель Флорентін Пенья (в. о. до 1953)
- 1953–1954: Хосе Антоніо Морено Гонсалес
- 1954–1956: Іполіто Санчес Куель
- 1956–1976: Рауль Сапена Пастор
- 1976–1983: Альберто Ногес
- 1983–1988: Карлос Аугусто Сальдівар
- 1988–1989: Родні Елпідіо Асеведо
- 1989–1990: Луїс Марія Арганья
- 1990–1993: Алексіс Мануель Фрутос Вескен
- 1993: Діогенес Мартінес
- 1993–1996: Луїс Марія Рамірес Беттнер
- 1996–1998: Рубен Мельгарехо Ланцоні
- 1998–1999: Дідо Флорентін Богадо
- 1999: Мігель Абдон Сагієр
- 1999–2000: Хосе Фелікс Фернандес Естігаррібія
- 2000–2001: Хуан Естебан Агірре Мартінес
- 2001–2003: Хосе Антоніо Морено Руфінеллі
- 2003–2006: Лейла Рачід де Коулз
- 2006–2008: Рубен Рамірес Лескано
- 2008–2009: Алехандро Хамед
- 2009–2011: Гектор Лаконьята
- 2011–2012: Хорхе Лара Кастро
- 2012–2013: Хосе Фелікс Фернандес Естігаррібія
- 2013–2018: Еладіо Лойзага
- 2018–2019: Луїс Кастільоні
- 2019–2020: Антоніо Рівас Паласіос
- 2020–2021: Федеріко Гонсалес Франко
- 2021–2022: Евклід Асеведо
- 2022–2023: Хуліо Арріола
- з 2023: Рубен Рамірес Лескано